# دومینیکن وینگز
دومینیکن وینگز (به انگلیسی: Dominican Wings) یک شرکت هواپیمایی است. دفتر مرکزی دومینیکن وینگز در سانتو دومینگو، جمهوری دومینیکن واقع شده‌است و قطب این شرکت هواپیمایی در فرودگاه بین‌المللی لا امریکاس قرار دارد.